# 安倍萌生
安倍 萌生（あべ めぐみ、1993年4月5日 - ）は、日本の女優、モデル、キャスター。
山口県宇部市出身。青山学院大学総合文化政策学部文化政策学科卒業。テンカラット所属。ミス青山コンテスト2014グランプリ。身長162cm。

## 略歴・人物
青山学院大学総合文化政策学部総合文化政策学科3年に在学中の2014年に、同年の第39回ミス青山コンテストにてグランプリを受賞。
大学在学中の2015年10月よりTBSの経済情報番組『ビジネスクリック』にてナビゲーター（金曜担当）を務める。TBSテレビ『ビジネスクリック』では月曜日を担当。
2016年3月に大学を卒業。同年11月に公開された映画『種まく旅人 夢のつぎ木』で女優としてもデビュー。
2016年4月に宇部市の「宇部ふるさと大使」に就任した。

## 出演

### テレビ
- ビジネスクリック（2015年9月29日 -　2019年3月26日 、TBSテレビ）月曜日担当 - ナビゲーター[4]

### テレビドラマ
- 本日は、お日柄もよく（2017年1月14日 - 2月4日、WOWOW） - 今川恵里 役
- 民衆の敵〜世の中、おかしくないですか!?〜 第1話（2017年10月23日、フジテレビ）
- バイバイ、ブラックバード 第1話（2018年2月17日、WOWOW）
- ダイアリー 第2回（2018年9月16日、NHK BSプレミアム）
- もうひとつの福岡恋愛白書（2019年3月22日、KBC） - 浅井恵美 役
- やすらぎの刻〜道 第227話（2020年2月27日、テレビ朝日）
- 純喫茶に恋をして 第8話「平井・ワンモア」（2020年3月28日、フジテレビTWO） - 竹内ひかり 役
- 運命から始まる恋〜You are my Destiny〜（2020年4月11日 - 6月13日、フジテレビ）
- 56年目の失恋（2020年7月11日、NHK BSプレミアム） - 村上敏江 役
- ギルティ〜この恋は罪ですか?〜 第7話（2020年7月16日、読売テレビ）

### 配信ドラマ
- 東京デートストーリー 第5話（2019年3月5日、東京カレンダーWEBドラマ）
- 会議室の謎解き（2019年5月20日 - 24日、スカパー! 朝のTwitterドラマ） - 主演
- 運命から始まる恋〜You are my Destiny〜（2020年2月12日、FOD）

### 映画
- オオカミ少女と黒王子（2016年）
- 種まく旅人 〜夢のつぎ木〜（2016年） - 片岡知紗 役[6]
- 八重子のハミング（2017年）- 石崎百合子 役
- パンとバスと2度目のハツコイ（2018年）- 高野理紗子 役
- 大綱引の恋（2021年公開予定） - 吉留由美 役
- 恋する寄生虫（2021年） - カフェの店員 役
- 達人 THE MASTER（2021年公開予定） - 静子 役[8]

### 舞台
- 朗読劇 バイバイ、ブラックバード 第1話（2017年2月、ロウドクノチカラ第11回公演） - 廣瀬あかり役

### CM
- ヤマハ発動機 トリシティ（2015年 - 2016年06月）
- ロート製薬  メンソレータムAD 「ボタニカル」 (2017年 9月～）
- 宮城米マーケティング推進機構「みやぎ米と四姉妹ものがたり。」（2017年11月 - ）
- GMOクリック証券 証券コネクト口座（2018年10月 - ）
- モスフードサービス モスバーガー「この夏の合言葉」篇（2019年9月 - ）